# Партечипацио, Джованни I

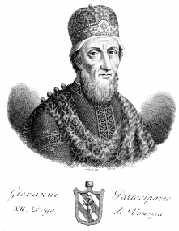
Джованни I Партечипацио

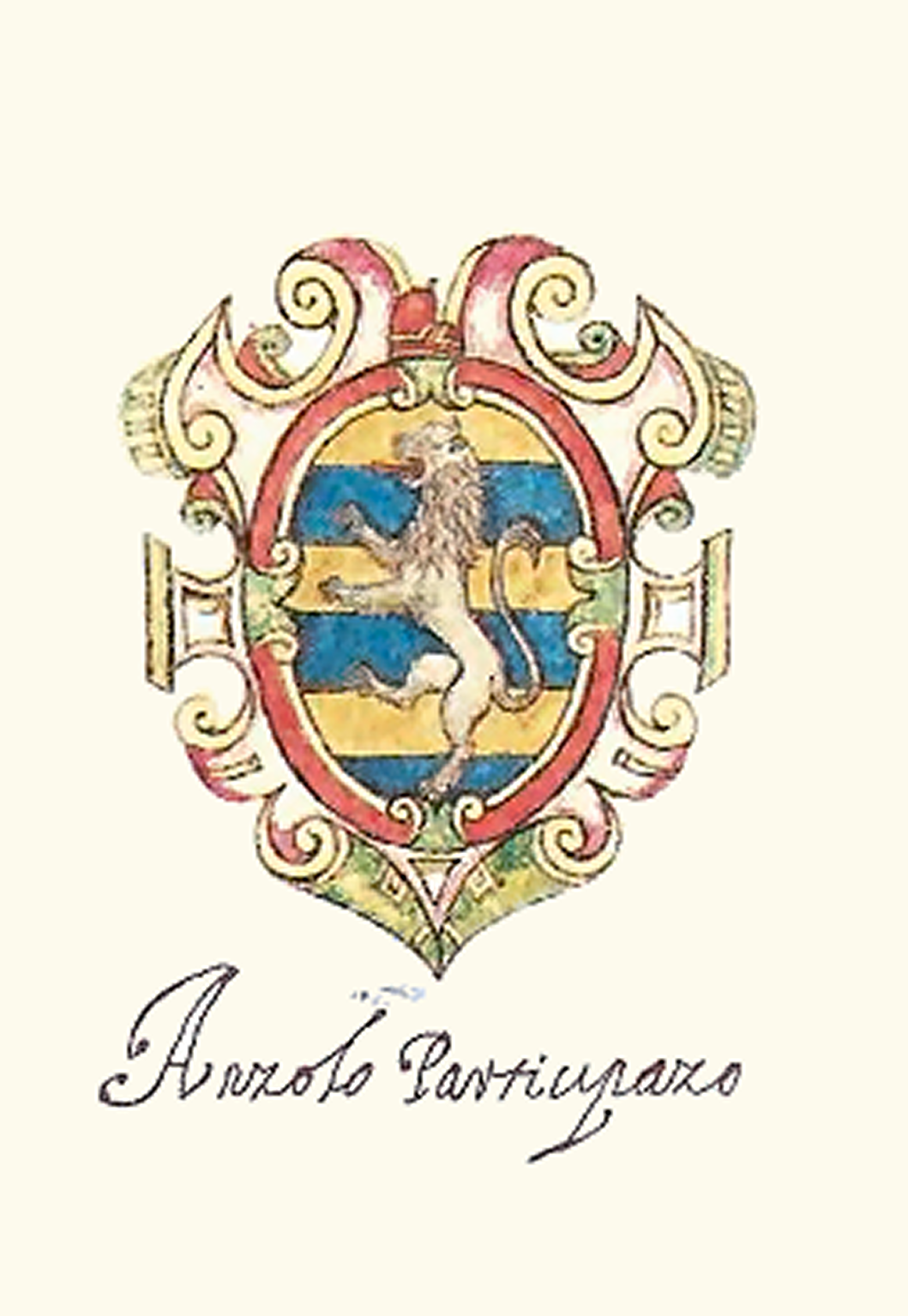
Герб рода Партечипацио

Джованни I Партечипацио (? — 836) — 12-й венецианский дож (829—836).
Младший сын Аньелло Партечипацио. Также как и его брат, получил титул дожа по наследству без процедуры выборов. Его правление было кратким, полным интриг и заговоров. Фамилия Обелерио стремилась сломать возможную монархию, посылки к образованию которой были после трех подряд представителей семьи Партечипацио.
Антренорео Обелерио, правивший до 809 года, вернулся в Венецию, после своего двадцатилетнего пребывания в Константинополе. Со своими сторонниками он потребовал для себя титул дожа. Джованни удалось убить Обелерио.
После этого события дож был вынужден скрыться в Лотарингии, так как к власти в результате народного восстания пришел трибун Каросо. Правление трибуна продолжалось всего несколько месяцев, семья Партечипацио устроила переворот.
После возвращения правление Джованни I длилось недолго. Однажды вечером 29 июня 836 года благородные граждане Венеции, возмущенные действиями семьи Партечипацио, устроили засаду на дожа у выхода из церкви Святого Петра в Оливоло. Они арестовали его, обрили наголо и вынудили принять духовный сан.